# Decha Phetakua
Decha Phetakua (thailändisch เดชา เพชรตะกั่ว, * 30. Januar 1983 in Nakhon Ratchasima) ist ein ehemaliger thailändischer Fußballspieler.

## Karriere
Decha Phetakua unterschrieb Anfang 2009 einen Vertrag bei Bangkok Glass. Wo er vorher aktiv war, ist unbekannt. Der Verein spielte in der ersten Liga des Landes, der Thai Premier League. Im gleichen Jahr gewann er mit BG den einmalig ausgetragenen Thai Super Cup. 2010 wechselte er zum Zweitligisten PTT Rayong FC. Mit dem Verein aus Rayong spielte er in der zweiten Liga, der Thai Premier League Division 1. Der Erstligist Police United nahm ihn 2013 für zwei Jahre unter Vertrag. Für den Hauptstadtverein kam er fünfmal in der ersten Liga zum Einsatz. 2015 unterschrieb er einen Vertrag beim Zweitligisten Angthong FC. In Dort stand er bis zum Ende der Saison 2017 unter Vertrag und beendete dann seine aktive Karriere.

## Erfolge
Bangkok Glass
- Thai Super Cup: 2009